# Вера, Надежда, Любовь

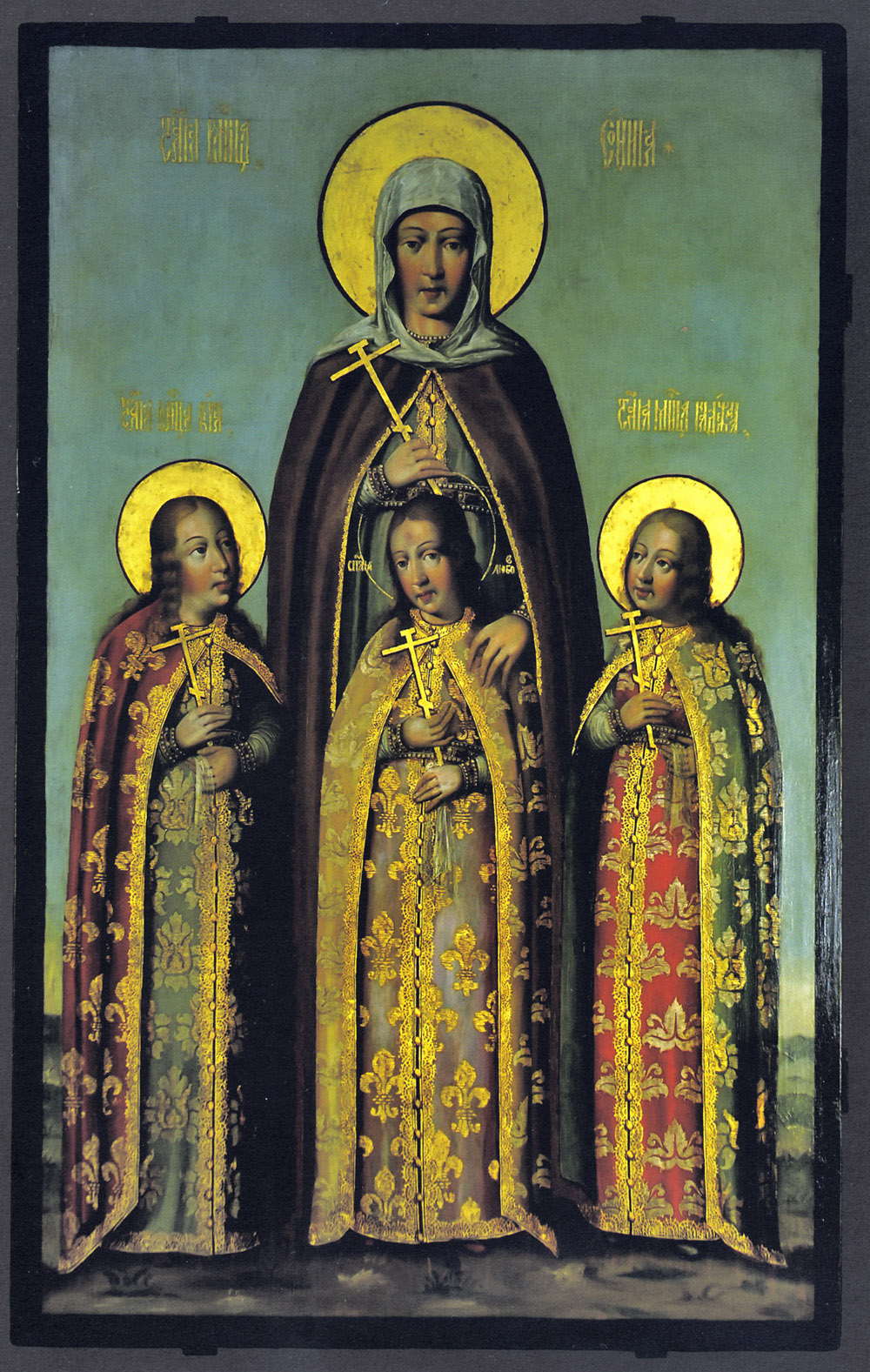
Вера, Надежда, Любовь и их мать София (икона Карпа Золотарёва, 1685 год)

Ве́ра, Наде́жда, Любо́вь (ст.‑слав. Вѣра, Надежда, Любы, др.-греч. Πίστις, Ἐλπὶς καὶ Ἀγάπη, лат. Fides, Spes et Caritas) — три христианских добродетели и три русских (первоначально греческих) женских имени. День святых мучениц Веры, Надежды, Любови и матери их Софии отмечается 30 сентября.

## Святые мученицы
Вера, Надежда, Любовь и мать их София (греч. Мудрость) — святые мученицы, жившие во II веке в Риме.
Память отмечается 30 сентября (17 по старому стилю).
Три женских имени:
- Вера
- Надежда
- Любовь

## Добродетели в христианстве

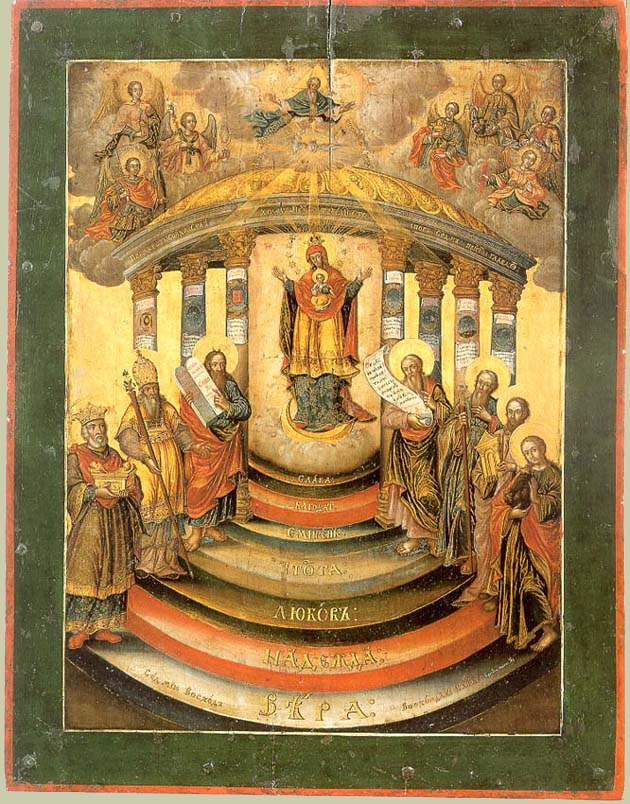
Икона «Премудрость созда Себе дом». Слова на ступенях (снизу вверх): вера, надежда, любовь, чистота, смирение, благодать, слава.

Вера, надежда и любовь — три христианские добродетели:
- Вера
- Надежда
- Любовь — доброта, милосердие, сострадание

Упомянуты в Первом послании к Коринфянам апостола Павла.

А теперь пребывают сии три: вера, надежда, любовь; но любовь из них больше.
— 1Кор. 13:13
Эти добродетели имеют для христианства огромное значение. Например, митрополит Филарет (Дроздов) составил свой Христианский катехизис из трёх частей.
1. О вере в Бога и таинства, которые Он открывает — Филарет истолковывает Символ веры и рассказывает о семи Таинствах
2. О надежде на Бога и средствах утвердиться в ней — Филарет объясняет молитву Отче наш и Нагорную проповедь
3. О любви к Богу и ко всему, что Он любить повелевает — автор рассказывает о Десяти заповедях

## В культуре
Это сочетание слов стало распространённым художественным образом.

### В литературе
- «Вера, Надежда, Любовь» — роман советского писателя Николая Ершова (1964)
- В эпиграфе к роману «Да здравствует фикус!» (1936) Джордж Оруэлл приводит «адаптированную» версию библейской цитаты, заменяя «Любовь» на «деньги»:

А теперь пребывают сии три: вера, надежда, деньги. Но деньги из них больше.

### В театре
- «Glaube Liebe Hoffnung (Ein Totentanz)» («нем. Вера, любовь, надежда (танец смерти)») — пьеса (1932) австрийского драматурга Э. фон Хорвата (1901—1938)

### В кино
- Вера, надежда, любовь — фильм (1972)
- Вера, Надежда, Любовь — фильм (1984)
- Вера, Надежда, Любовь — телесериал (2010)

### В песнях
- «Три сестры (Вера, Надежда, Любовь)» — песня Булата Окуджавы
- «Вера, Надежда, Любовь» — песня группы Воскресение
- «Вера», «Надежда», «Любовь» — три песни из альбома Дельфина «Глубина резкости»
- «Верка, Надька и Любка» — песня Александра Башлачёва
- «Три сестры» — песня Андрея Макаревича из альбома Песни под гитару (1985)
- «Три хороших девочки» — песня группы Ю.Г. из альбома «Пока никто не умер»
- «Звезда» — песня группы «Кино» из альбома «Чёрный альбом»
- «Вера, Надежда, Любовь» — песня группы «Браво»
- «Люба, Вера, Надюха» — песня группы ДДТ из альбома «Жизнь на месте»
- «Три сестры» — песня группы «Слот» из альбома «Шестой»
- «Люба-любовь» — песня Ирины Дубцовой
- «Духоподъёмник» — песня группы «Ундервуд»
- «Вера, Надежда, Любовь!» - песня «Скалетта»